# Pietruszka zwyczajna

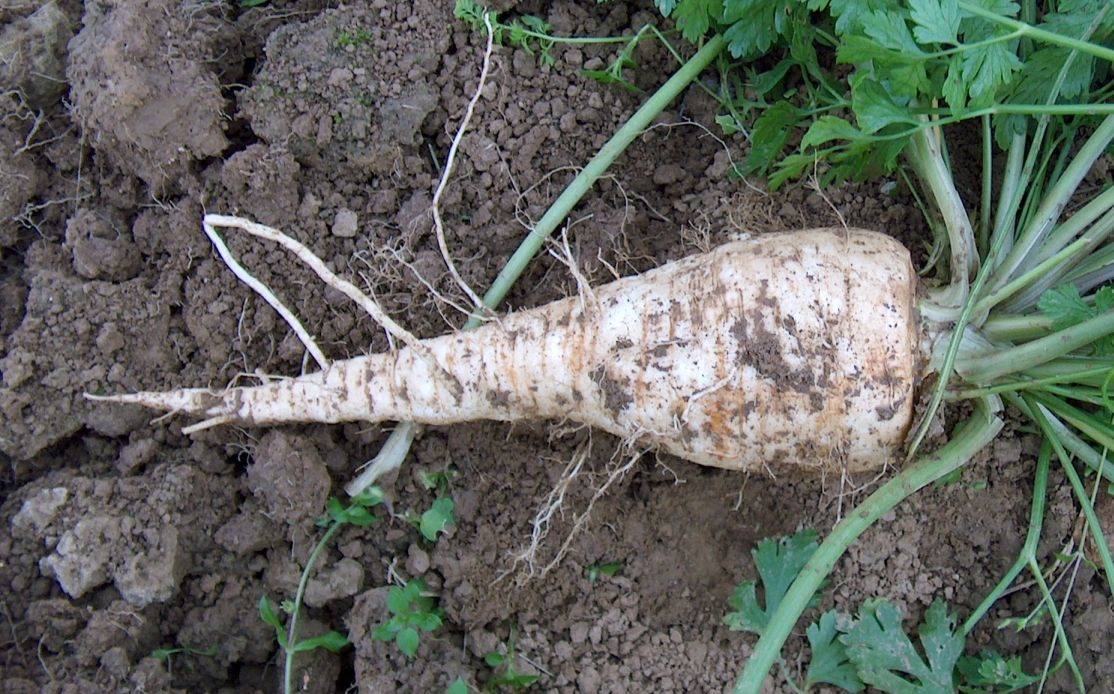
Pietruszka zwyczajna odm. korzeniowa

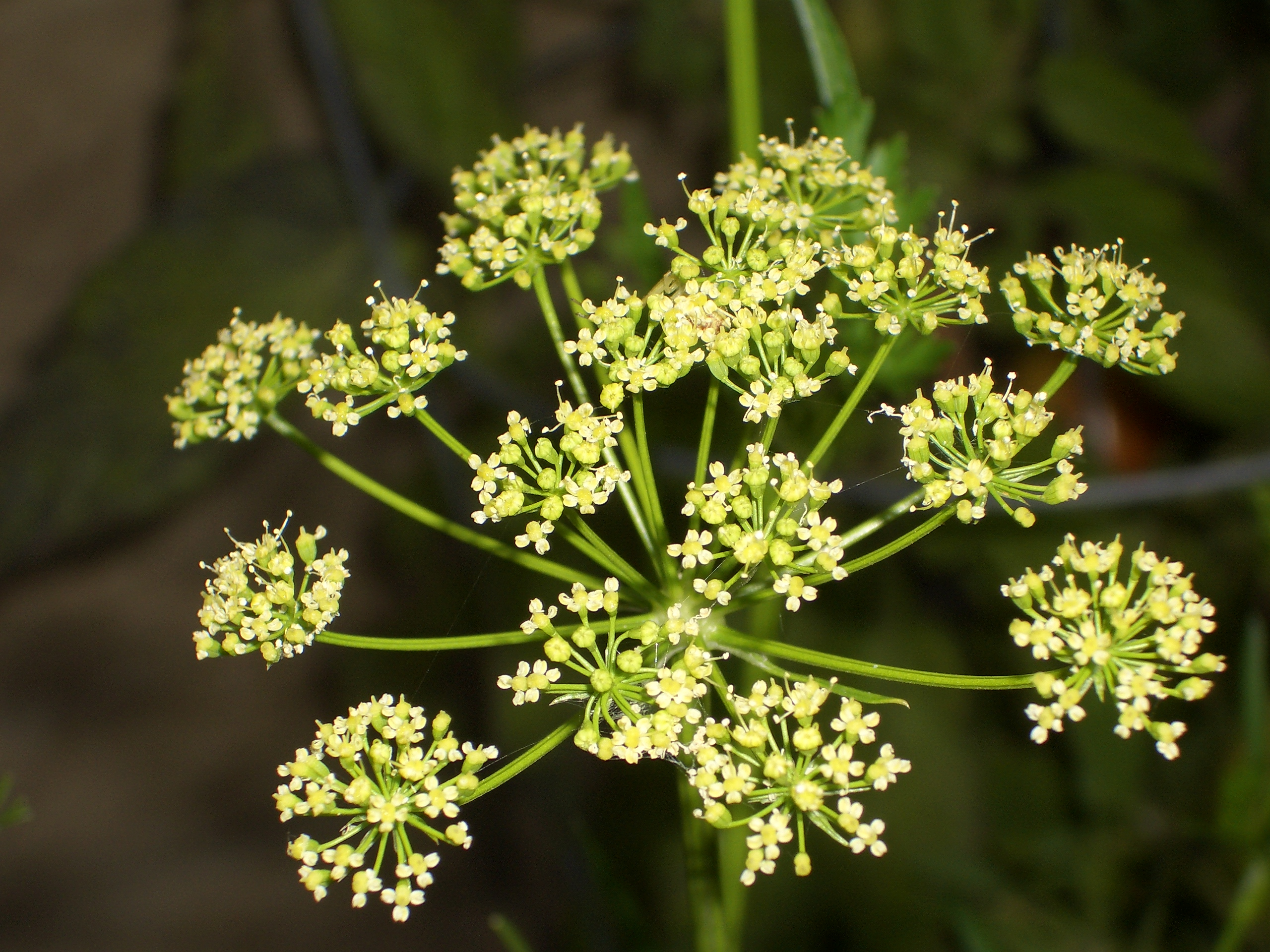
Kwiatostan pietruszki zwyczajnej

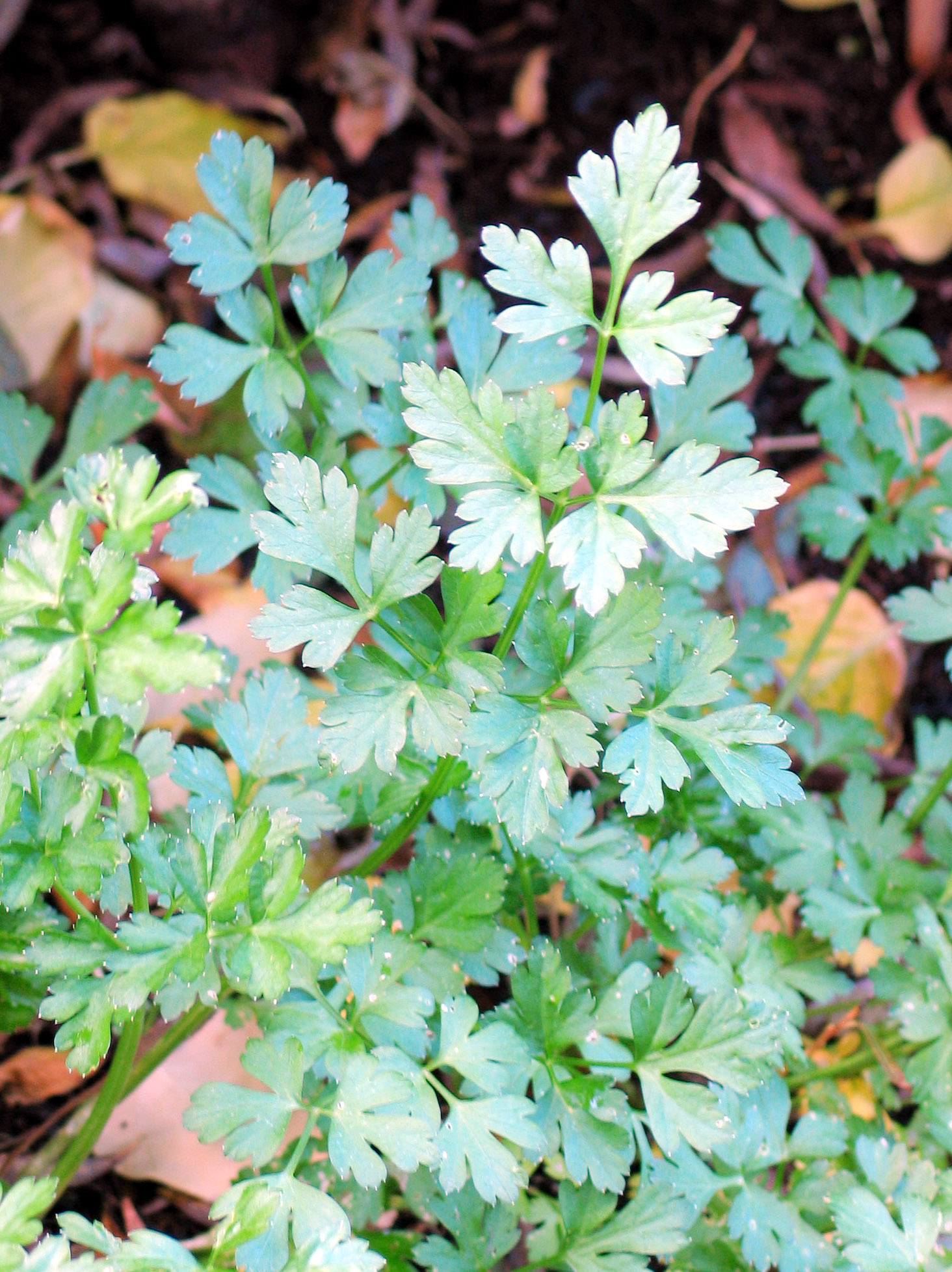
Liście pietruszki korzeniowej

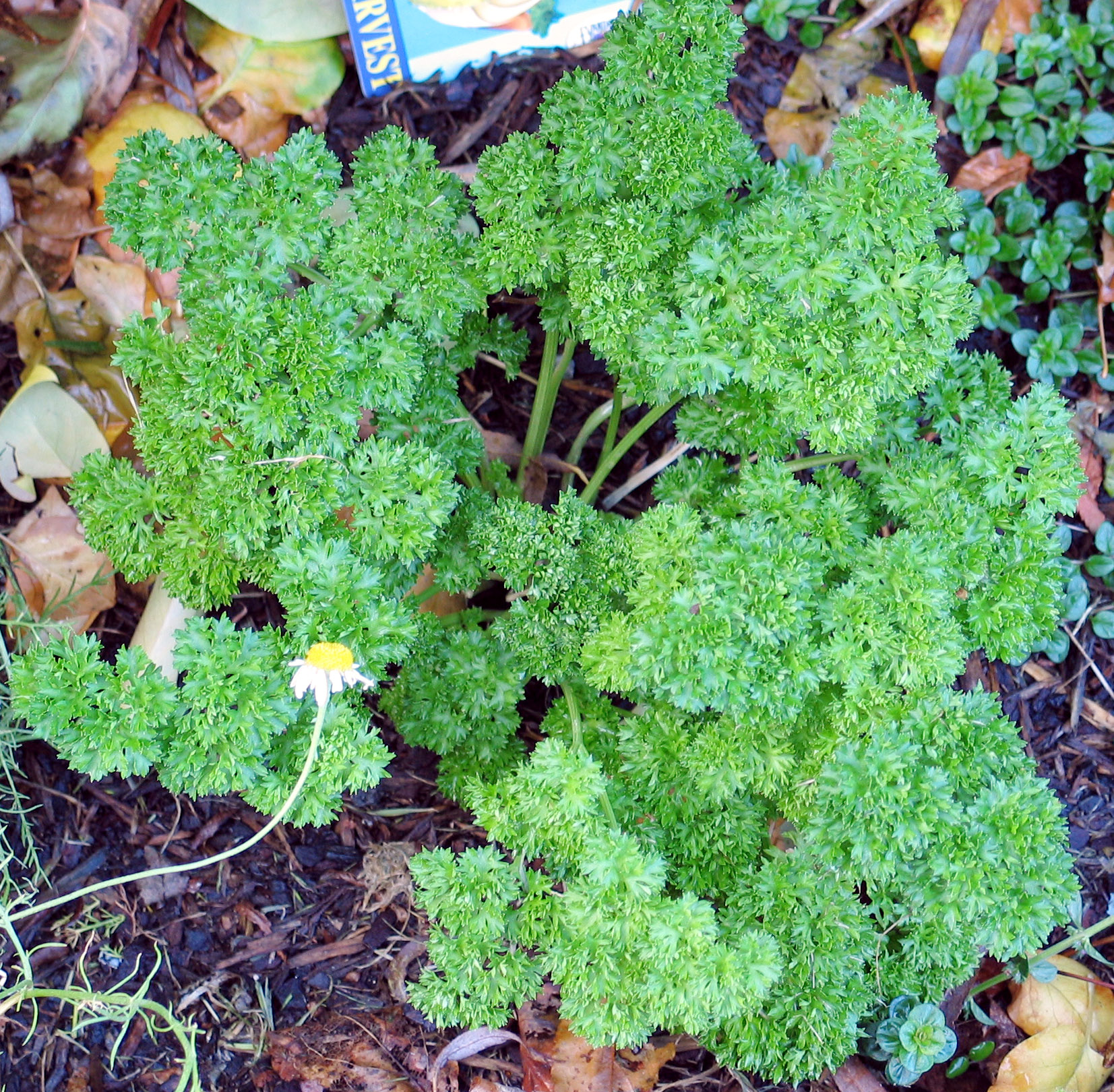
Liście pietruszki naciowej

Pietruszka zwyczajna (Petroselinum crispum) – gatunek rośliny dwuletniej z rodziny selerowatych. Dziko rośnie na Bałkanach i w północno-zachodniej Afryce (Maroko i Algieria). Została szeroko rozprzestrzeniona i rośnie jako zdziczała na wszystkich kontynentach w strefach umiarkowanych na obu półkulach. Użytkowana jako warzywo i roślina lecznicza.

## Morfologia
PokrójNaga roślina zielna z wrzecionowatym korzeniem (u odmiany korzeniowej spichrzowym). W pierwszym roku tworzy przyziemną rozetę liści, w drugim roku wyrasta rozgałęziająca się łodyga zwieńczona kwiatostanami.
LiścieCiemnozielone i połyskujące. Odziomkowe i rosnące na dole łodygi osadzone na ogonkach, trójkątne w zarysie, podwójnie lub potrójnie pierzaste. Odcinki liściowe są pierzasto nacinane lub trójłatkowe, na szczycie z białawym ostrzem. Liście łodygowe górne mają pochwiaste nasady, są mniejsze, słabiej podzielone, ich łatki są wąskie, lancetowate.
KwiatyDrobne, zebrane w baldaszki a te po 8–20 w baldach złożony. Pokrywa składa się z kilku lancetowato szydlastych listków, pokrywki są liczne lancetowato szydlaste. Płatki korony są zielonożółte, czasem nieco czerwonawe, ich długość wynosi do ok. 0,7 mm.
OwoceSzerokojajowate rozłupnie, o długości do 3 mm i średnicy ok. 2 mm. Żebra na owocu są bardzo cienkie i białawe.

## Zastosowania
- Roślina uprawna. Jest uprawiana jako warzywo (spożywany jest zarówno korzeń, jak i części zielone), a także dla olejku używanego w lecznictwie.
- Sztuka kulinarna. Użytkowana jest najczęściej jako składnik zup, wchodzi w skład tzw. włoszczyzny. Nać pietruszki zawiera bardzo dużo prowitaminy A. Korzystne jest także równoczesne występowanie żelaza i witaminy C. Zawiera dużo chlorofilu. Dużo związków mineralnych występuje w korzeniach, a jeszcze więcej w nasionach. Silnie pachnące liście pietruszki służą do przyprawiania wielu potraw np. do nadzień.
- Roślina lecznicza
  - Surowiec zielarski: Korzeń pietruszki korzeniowej – Radix Petroselini, owoc pietruszki – Fructus Petroselini, ziele pietruszki – Herba Petroselini. Przetwór: olejek pietruszkowy – Oleum Pertroselini z liści, który stanowi niewielki procent ich masy (0,01% u pietruszki korzeniowej, 0,04% u pietruszki naciowej) w większości zawiera: apiol, mirystycynę, limonen oraz 1,3,8-p-mentatrien (każdy w ilości 10–30%), pozostałe składniki to głównie mieszanina terpenów. Olejek pietruszki korzeniowej zawiera większy procent mirystycyny. Ponadto owoce zawierają flawonoidy takie jak: apiina, luteolino-apiozylglukozyd, do 22% oleju tłustego, śladowe ilości bergaptenu, fitosterol i sole mineralne[5]. Liście pietruszki zawierają aż 5,410 mg β-karotenu[6].
  - Działanie: Jest rośliną o wielkich wartościach leczniczych. Zarówno korzenie, jak owoce pietruszki i ich przetwory zwiększają przesączanie w kłębkach nerkowych, a jednocześnie zwalniają zwrotną resorpcję w cewkach, dzięki czemu zwiększają ilość wydalanego moczu. Mają także własności antyseptyczne oraz zmniejszają napięcie mięśni gładkich jelit i dróg moczowych (działanie wiatropędne). Ponadto pobudzają w niewielkim stopniu wydzielanie śliny i soku żołądkowego, co ułatwia trawienie i przyswajanie pokarmów.

## Systematyka i zmienność
Podgatunki
Wyróżniane są dwa podgatunki
- Petroselinum crispum subsp. crispum – podgatunek nominatywny, pochodzi z Bałkanów, jest ważną rośliną użytkową rozprzestrzenioną w świecie
- Petroselinum crispum subsp. giganteum (Pau) Dobignard – podgatunek z północno-zachodniej Afryki; rośnie w Maroku i być może w Algierii

Odmiany botaniczne
- Petroselinum crispum (Mill.) Fuss var. crispum (syn. Apium crispum Mill.)
- Petroselinum crispum (Mill.) Fuss var. neapolitanum  Danert
- Petroselinum crispum (Mill.) Fuss var. tuberosum  (Bernh.) Mart. Crov.

Odmiany uprawne
- pietruszka korzeniowa: ‘Cukrowa’, ‘Lenka’, ‘Berlińska’, ‘Vistula’, ‘Fakir’, ‘Eagle’.
- pietruszka naciowa: w pierwszym roku uprawy tworzy niejadalny korzeń i rozetę jadalnych liści. Korzeń spichrzowy w górnej części cylindryczny, gładki, niżej silnie się rozgałęzia; jest łykowaty. Liście są gładkie lub fryzowane, błyszczące, ciemnozielone, trójdzielne. Rozeta dobrze wyrośniętej rośliny składa się z 40–100 liści. Blaszki liściowe mogą być gładkie – wtedy liście są szerokie na krótkich ogonkach, liście mogą być też kędzierzawe (fo. crispum Fiori et Paol.) – szczególnie cenione przy dekorowaniu potraw. Formy o barwnych liściach są roślinami ozdobnymi. Kształt liści pietruszki naciowej nie jest cechą całkowicie ustaloną; przy rozmnażaniu z siewu mogą wystąpić dość znaczne różnice w kształcie liści. W uprawie spotykane są kultywary: ‘Non Plus Ultra’, ‘Perfection’, ‘Paramount’.